# Dianthus courtoisii
Dianthus courtoisii là loài thực vật có hoa thuộc họ Cẩm chướng. Loài này được Rchb. mô tả khoa học đầu tiên năm 1832.